# Contea di Nez Perce
La contea di Nez Perce (in inglese Nez Perce County) è una contea dello Stato dell'Idaho, negli Stati Uniti. La popolazione al censimento del 2000 era di 37 410 abitanti. Il capoluogo di contea è Lewiston.

## Geografia
La contea si trova nel nord-ovest dello Stato, più precisamente nel saliente dell'Idaho, al confine con Oregon e Washington. Il confine ovest con gli altri Stati è segnato dal fiume Snake, che scorre verso nord, mentre il fiume Clearwater scorre nel nord della contea, da est a ovest. Parte della Riserva Nez Perce si trova nel centro-est della contea. La parte settentrionale della contea fa parte della regione di Palouse.

### Contee confinanti
- Contea di Latah - nord
- Contea di Clearwater - nord-est
- Contea di Lewis - sud-est
- Contea di Idaho - sud
- Contea di Wallowa (Oregon) - sud-ovest
- Contea di Asotin (Washington) - ovest
- Contea di Whitman (Washington) - nord-ovest

## Storia
La contea fu creata nel 1864 ed è una delle quattro contee originarie dell'Idaho. Fu chiamata come i nativi dell'area. Precedentemente, nel 1861, la contea era stata creata nel Territorio di Washington.

## Comuni

### Cities
- Culdesac
- Lapwai
- Lewiston (capoluogo)
- Peck

### Census-designated place
- Sweetwater